# Хуре
42°43′49″ пн. ш. 121°46′10″ сх. д. / 42.73034° пн. ш. 121.76944° сх. д.
Хуре (кит. 库伦旗, пін. Kùlún Qí, трансліт. Hure) — один із повітів КНР у складі префектури Тунляо, Внутрішня Монголія. Адміністративний центр — містечко Хуре.

## Географія
Хуре лежить на висоті близько 280 метрів над рівнем моря на заході рівнини Сунляо.

### Клімат
Хошун знаходиться у зоні, котра характеризується вологим континентальним кліматом зі спекотним літом. Найтепліший місяць — липень із середньою температурою 23,8 °C. Найхолодніший місяць — січень, із середньою температурою -11,7 °С.
| Клімат хошуну Хуре      | Клімат хошуну Хуре | Клімат хошуну Хуре | Клімат хошуну Хуре | Клімат хошуну Хуре | Клімат хошуну Хуре | Клімат хошуну Хуре | Клімат хошуну Хуре | Клімат хошуну Хуре | Клімат хошуну Хуре | Клімат хошуну Хуре | Клімат хошуну Хуре | Клімат хошуну Хуре | Клімат хошуну Хуре |
| Показник                | Січ.               | Лют.               | Бер.               | Квіт.              | Трав.              | Черв.              | Лип.               | Серп.              | Вер.               | Жовт.              | Лист.              | Груд.              | Рік                |
| Середній максимум, °C   | −6                 | −1,3               | 6                  | 15,9               | 22,9               | 27,3               | 28,8               | 28                 | 23,3               | 15,2               | 4                  | −3,7               | 13,4               |
| Середня температура, °C | −11,7              | −7,4               | −0,2               | 9,6                | 16,8               | 21,6               | 23,8               | 22,8               | 17,1               | 8,9                | −1,7               | −9,1               | 7,5                |
| Середній мінімум, °C    | −16,1              | −12,4              | −5,6               | 3,7                | 10,8               | 16,2               | 19,4               | 18                 | 11,5               | 3,5                | −6,2               | −13,4              | 2,5                |
| Норма опадів, мм        | 2.1                | 1.8                | 8.9                | 20.3               | 35.3               | 72.8               | 110                | 83.3               | 37.8               | 15.1               | 8.1                | 2.2                | 397.7              |
| Вологість повітря, %    | 49                 | 44                 | 41                 | 40                 | 44                 | 58                 | 72                 | 71                 | 58                 | 49                 | 49                 | 51                 | 52.2               |
| ----------------------- | ------------------ | ------------------ | ------------------ | ------------------ | ------------------ | ------------------ | ------------------ | ------------------ | ------------------ | ------------------ | ------------------ | ------------------ | ------------------ |
| Джерело: data.cma.cn    |                    |                    |                    |                    |                    |                    |                    |                    |                    |                    |                    |                    |                    |